# 羅伊·羅森茨維格歷史與新媒體中心
羅伊·羅森茨維格歷史與新媒體中心（英語：Roy Rosenzweig Center for History and New Media，CHNM) ，是位於美國維吉尼亞州的喬治梅森大學的研究機構。中心由羅伊·羅森茨維格於1994年建立，工作包括數位媒體的研究、利用，以及資訊科技在歷史研究、教育上的應用、數位工具及資源、數位典藏、推廣等等。

## 數位典藏

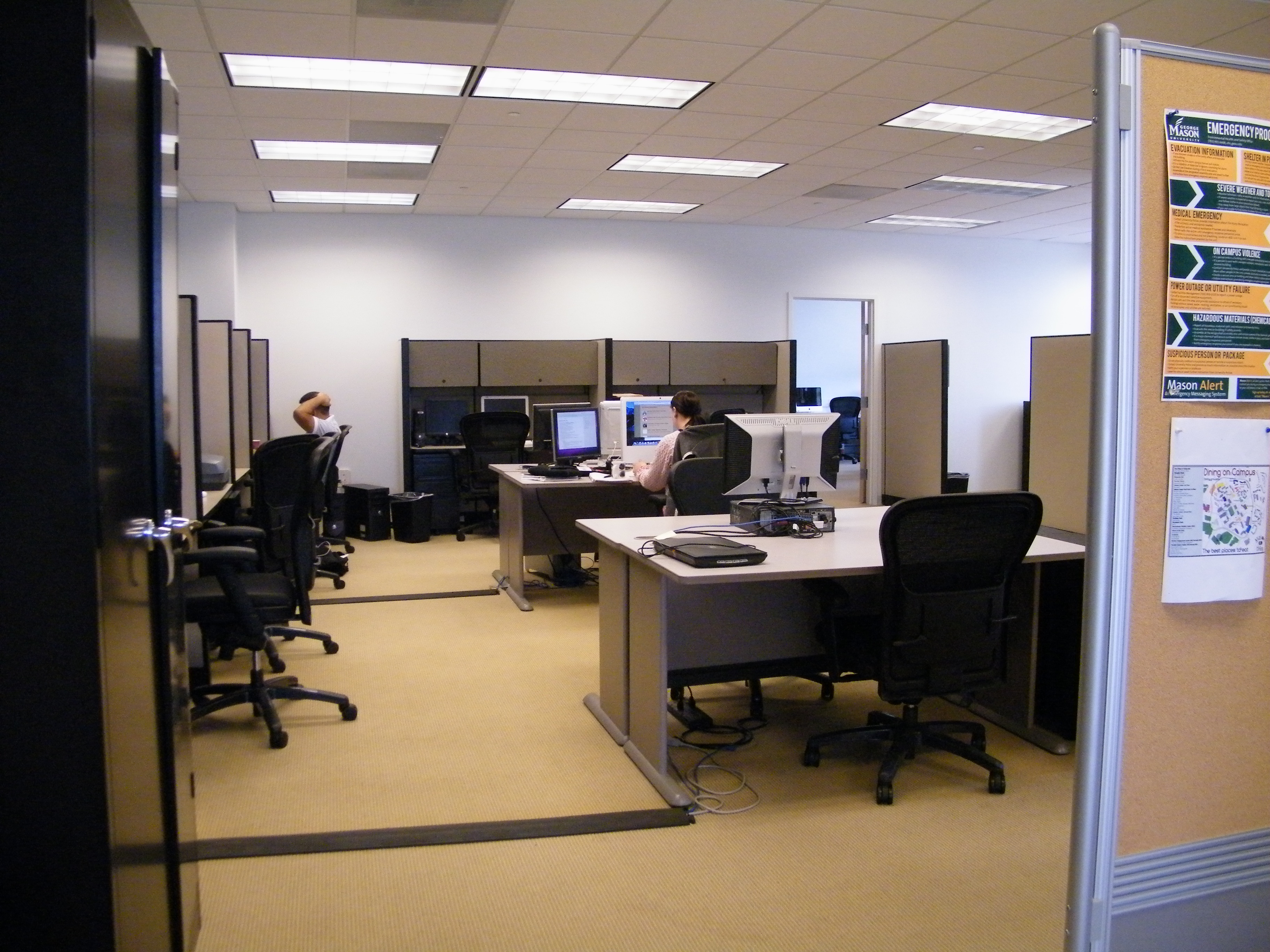
中心辦公室

911事件後，中心與美國社會史計畫合作、並受斯隆基金會資助 ，建立了以911事件為主題的數位典藏。中心與美國社會史計畫利用911事件數位典藏利用電子媒體收集、保存、展示過去，內容包括15000件以上的記事、電子郵件、影像等數位材料。該計畫啟發了另一個新計畫「颶風數位記憶庫」（the Hurricane Digital Memory Bank），記憶庫收集了與卡崔娜颶風、麗塔颶風、威爾瑪颶風相關的故事與數位文物 。中心仍持續地在數位典藏方面探索新方法、工具、科技。

## 教育資源
歷史與新媒體中心與紐約市立大學的美国社會史計畫（ASHP）合作，開發了供美國史教師使用的線上資源，以期關於法國大革命的線上資源。中心最近的計畫則專注於與史密森尼學會美國國家歷史博物館所合作的世界史線上資源、與歷史思維。另外，中心也參與了對維吉尼亞校區內教師的公眾推廣。
中心還為歷史學者、教師開發了一系列線上資料庫與其他資源，如一個記有全球1200個歷史學系的清單、一份數位史學指南、一份歷史和新媒體相關主題論文的選輯，另外還有一個名為「創造歷史：1989年」（Making the History of 1989）的線上資料庫，以編年體記載了共產主義在東歐的衰落 。該資料庫與德國歷史研究所、美國國家人文基金會合作，以中心的軟體Omeka製作，並有教學計劃、一手材料等供師生使用的資源。
中心也與猶太女性檔案館合作，建立了「卡崔娜猶太之聲」資料庫，收集了卡崔娜颶風前後新奧爾良、墨西哥灣的猶太社區的故事及影像。

## 軟體資源

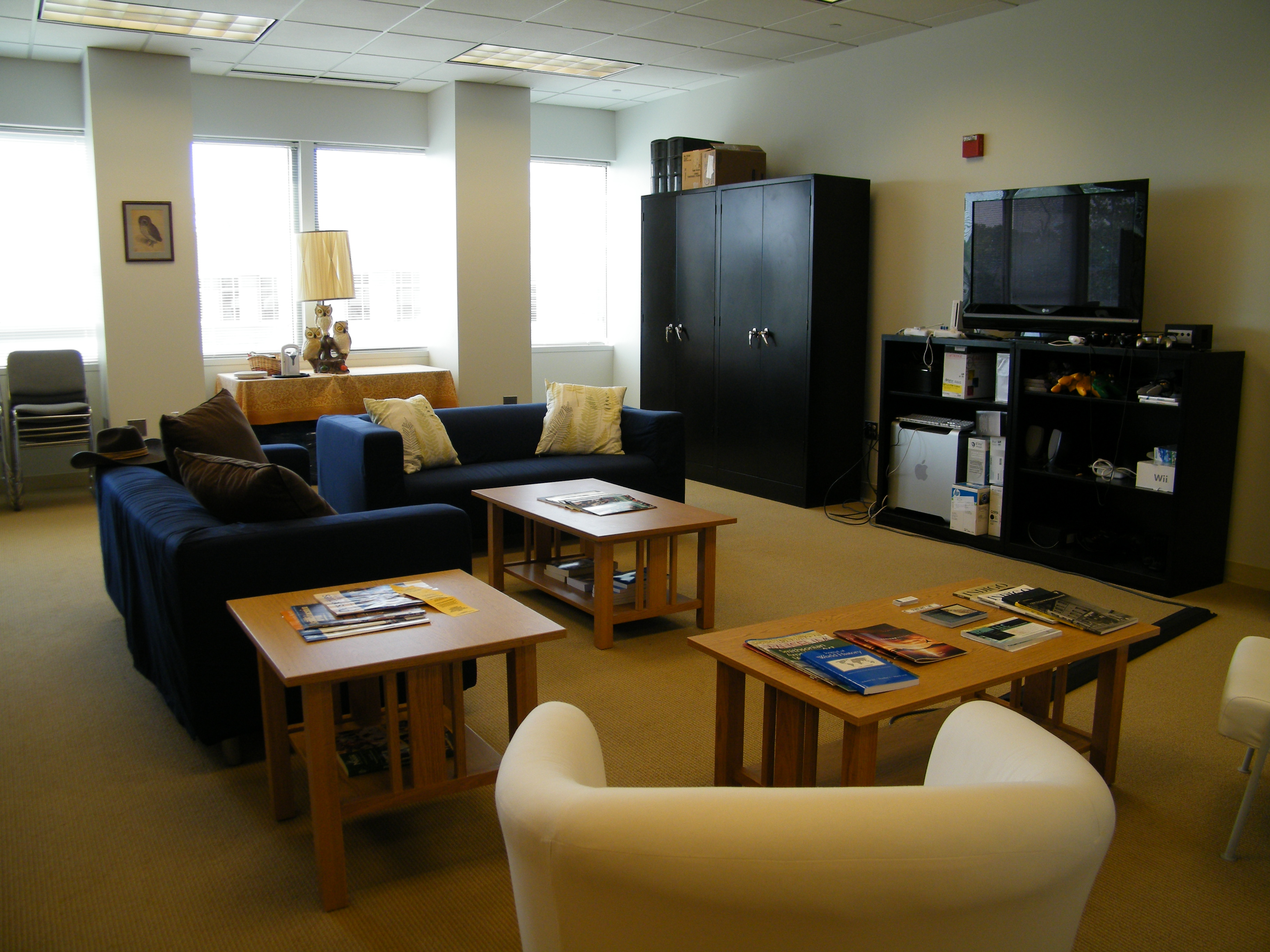
中心的交誼空間

中心開發兩個著名的開源軟體計畫：Zotero和Omeka。Zotero是個書目管理軟體，有獨立客戶端版、以及Firefox擴充功能版。Omeka則是個以都柏林核心標準建構數位典藏後社資料與發佈數位展覽的內容管理系統。上述兩者皆為免費軟體，反映了中心對歷史參與民主化的實踐。
中心也向歷史學者與教師分發了一套免費的數位工具，包括Web Scrapbook, Survey Builder, Scribe（為歷史學者設計的筆記軟體）、Poll Builder、 H-Bot（史實查詢工具）、以及Syllabus Finder（利用Google搜尋引擎比較各校教學大綱的工具）等。

## 學術工作
像Zotero這樣的計畫為歷史學家提供了研究和分析過去的工具。 但數位媒體會改變學術爭論、傳播和出版的性質嗎？ 為了鼓勵在這個領域的實驗，美國季刊（American Quarterly）與美國研究十字路口計畫（American Studies Crossroads Project）和中心合作組織了一個超文本出版物的實驗 。實驗內容為四篇文章，四篇文章主題包括做為法律證據的照片、電影中的西美戰爭、早期漫畫和阿諾・史瓦辛格等等，呈現了以對比方法來利用數位媒體所做的學術展示。
法國大革命成像（Imaging the French Revolution）是另一個數位史學實驗，在一系列文章中，七位學者分析了42張關於法國大革命中群眾與群眾暴力的圖像，並在線上論壇中提供相關例子、討論，接著七位學者討論了詮釋問題、方法論、以及數位媒體對學術的影響。
「以翻譯討論美國獨立宣言」（Interpreting the Declaration of Independence by Translation）則是 一個討論日本、墨西哥、俄羅斯、中國、波藍、義大利、德國、西班牙、以色列等地對美國獨立宣言的翻譯與接收的歷史學者圓桌會議。除了學者的討論外，網站也收有各翻譯版本，及翻譯版本再翻為英文的文字，以表現翻譯對歷史文獻理解的影響。

## 公共推廣
中心也開發了幾個以大眾為目標的計畫，如「古拉格：許多天、許多人」（Gulag: Many Days, Many Lives） ，是個由美國國家人文基金會贊助、與彼爾姆古拉格博物館合作的線上展覽，內容呈現了對人在在古拉格內的生存掙扎、勞動集中營的殘暴、致命性的多面向探討。另外還有由政治信仰多樣的歷史學者群編寫、提供當下新聞的歷史面向的「歷史新聞網」等。

## 改名
2011年4月15日，中心名稱加入了創立者羅森茨維格的名字，以紀念其對中心的貢獻。